# European Physical Journal A
European Physical Journal A is een internationaal, aan collegiale toetsing onderworpen wetenschappelijk tijdschrift op het gebied van de kernfysica.
Het wordt uitgegeven door Springer Science+Business Media.